# August Hollweg

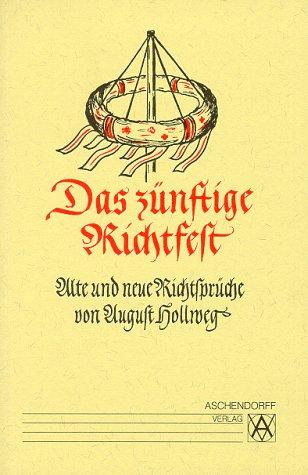
Buchtitel

August Hollweg (* 15. Januar 1899 in Eschendorf; † 8. April 1977 in Rheine) war ein niederdeutscher Schriftsteller.

## Leben und Werk
Hollweg wurde in Eschendorf bei Rheine als Sohn eines Webers geboren. In Rheine besuchte er auch das Gymnasium. Im Ersten Weltkrieg war er Soldat, 1918 geriet er in englische Kriegsgefangenschaft. Ab 1924 arbeitete er bei mehreren münsterländischen Tageszeitungen und dem Westfälischen Heimatkalender als Redakteur.
Er publizierte überwiegend in Münsterländer Platt und beteiligte sich an vielen Anthologien.
August Hollweg starb im Alter von 78 Jahren in Rheine.

## Veröffentlichungen
- Fieraobendstunn, ein plattdeutsches Bühnenspiel. Aschendorff, Münster 1935.
- August Hollweg, Ferdinand Zumbroock: Das zünftige Richtfest. Alte und neue Richtsprüche. Aschendorff,  Münster 1936.
- Swattbraut: Plattdütske Riemsels. Aschendorff, Münster 1948.
- Die Heimat in der Sage. Rheine ca. 1950.
- Mit Wim Mulders durch Nordrhein-Westfalen. Eigenverlag ohne Orts- und Jahresangabe.